# James Maslow
James David Maslow, född 16 juli 1990 i New York, är en amerikansk skådespelare och sångare. Han har bland annat gjort rollen som James Diamond i Big Time Rush.

## Filmografi
- urFRENZ
- Big Time Movie
- Seeds of Yesterday
- Wild for the Night

## TV och filmer
- iCarly
- urFRENZ
- Big Time Rush
- BrainSurge
- Nick News
- Hand aufs Herz
- How to Rock
- Figure It Out
- Big Time Movie
- See Dad Run
- Marvin Marvin
- Stick Stickly
- Dancing with the Stars
- Sequestered
- The Penguins of Madagascar
- Be Right Back
- Seeds of Yesterday
- Wild for the Night